# Bokaro
Bokaro è una suddivisione dell'India, classificata come census town, di 36.419 abitanti, situata nel distretto di Bokaro, nello stato federato del Jharkhand. In base al numero di abitanti la città rientra nella classe III (da 20.000 a 49.999 persone).

## Geografia fisica
La città è situata a 23° 46' 60 N e 85° 58' 0 E e ha un'altitudine di 233 m s.l.m..

## Società

### Evoluzione demografica
Al censimento del 2001 la popolazione di Bokaro assommava a 36.419 persone, delle quali 19.667 maschi e 16.752 femmine. I bambini di età inferiore o uguale ai sei anni assommavano a 5.201, dei quali 2.662 maschi e 2.539 femmine. Infine, coloro che erano in grado di saper almeno leggere e scrivere erano 24.399, dei quali 14.679 maschi e 9.720 femmine.